# رضوان أسلوم
رضوان أسلوم (بالفرنسية: Redouane Asloum)‏ (مواليد 1 يوليو 1981) هو ملاكم فرنسي، مثّل بلاده في الألعاب الأولمبية الصيفية 2004.

## روابط خارجية
رضوان أسلوم على موقع بوكس ريك (الإنجليزية) (registration required)
- رضوان أسلوم على موقع أوليمبيديا (الإنجليزية)